# 伊藤玲阿奈
伊藤 玲阿奈（いとう れおな、Reona Ito、1979年 - ）は、アメリカ合衆国のニューヨークなどで活動する指揮者。クラシック音楽にとどまらない活動で知られる。武蔵野学院大学客員准教授。

## 経歴
福岡県田川市生まれ。祖父と母が指揮者としてオーケストラ（筑豊青少年交響楽団）を運営する家に生まれるが、音楽家になる意志はなく特別な音楽教育は受けなかった。青雲高校卒業後、外交官を志し渡米。ジョージ・ワシントン大学国際関係学部を卒業後、ジュリアード音楽院やマネス音楽院の夜間課程などで指揮を学び、アロン･コープランド音楽院にてオーケストラ指揮の修士号を取得。
2008年3月、ニューヨークのゴールドシュタイン劇場で企画されたモーツァルトのオペラ「フィガロの結婚」にて、急遽代役として抜擢されデビュー。同年6月にはショスタコーヴィチやレスピーギなどのプログラムでカーネギーホールで演奏するチャンスを与えられた。
2011年3月、東日本大震災の災禍をニューヨークで知ることになり、自身の無力さに落ち込んでいた時に、クロアチアで反政府デモ隊が日本大使館前に立ち止まり祈りを捧げてくれたニュースを偶然見て感動し、実際に自費で現地へ赴きザグレブ・フィルハーモニーなど複数の楽団のプロ奏者たちを誘いザグレブ・シンフォニエッタを結成。同年8月に、クロアチア人への感謝を伝える為のチャリティーコンサートを開催した。これをきっかけとして、2012年にはクロアチアで三つの音楽祭に出演。世界遺産であるエウフラシウス聖堂などで指揮。
2013年に日本とクロアチアが国交樹立から20周年を迎えることを機に、その記念と東日本大震災の犠牲者の追悼を兼ねたコンサートを企画し、日本人とクロアチア人の合唱団、ザグレブ・シンフォニエッタ、陸軍音楽隊の合同でモーツァルトの「レクイエム」などを演奏。税金や補助金に頼らない姿勢も評価され、当時のクロアチア大統領から大統領府に招かれた。
2015年4月に東京芸術劇場で行われた「第二回国際平和コンサート　ＩＮ ＪＡＰＡＮ」にて日本デビュー。
2023年7月～8月、ロシアのウクライナ侵攻への抗議と国際連合の意義を再確認するという目的のもと、高校時代を過ごした長崎でのコンサートを企画し、ウクライナと日本の国連大使、および国連経済社会理事会の議長に対して長崎市民へ向けたメッセージを要請。ウクライナのセルゲイ・キスリツァ大使は伊藤と共に記者会見に応じ、原爆を「人類にとって最大の悲劇の一つ」と表現しつつ、日本の支援への感謝を表明した。これらのメッセージは伊藤によって長崎へと届けられ、コンサートにおいて鈴木史朗市長へと手渡された。

## 受賞歴
- 「アメリカ賞 (The American Prize)」 2014年度プロオーケストラ指揮部門3位（1位なし）[13]
- 「ピース・メッセンジャー称号」 米国公益財団法人ハーモニーフォーピース（2014年）[14]

## 著述活動
- 『「宇宙の音楽」を聴く　指揮者の思考法』（光文社新書, 2020）
- 『科学革命における西洋音楽理論の脱呪術化』（武蔵野学院大学日本総合研究所, 2020）
- 『「荘子」斉物論篇における天籟問答の総合的読解　〜「天」の思想、老荘の「道」、そして荘子の認識論的形而上学～』（武蔵野学院大学日本総合研究所, 2019）